# Sutamaja
Sutamaja is een bestuurslaag in het regentschap Brebes van de provincie Midden-Java, Indonesië. Sutamaja telt 3105 inwoners (volkstelling 2010).